# Lanceiro

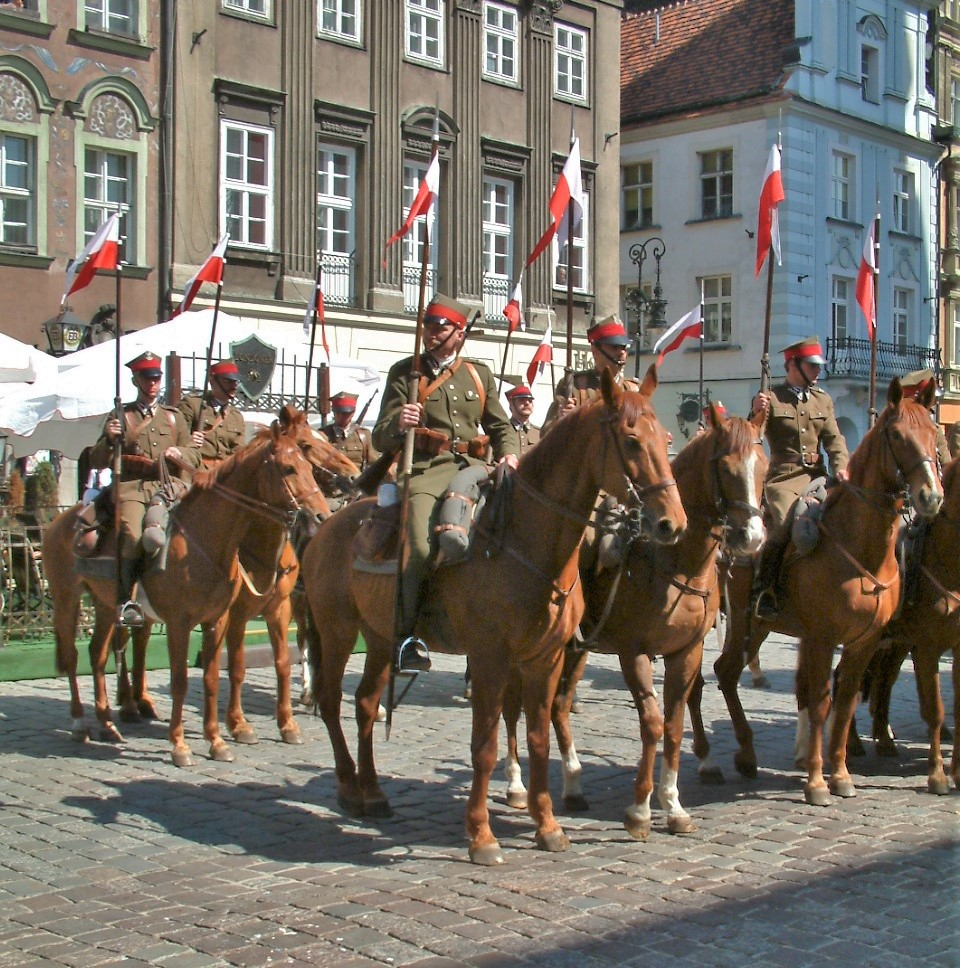
Lanceiros do Exército Polaco

Lanceiro é a designação dos soldados de cavalaria armados de lança introduzidos nos exércitos europeus a partir do início do século XIX. A sua introdução teve a ver com o sucesso que as tropas polacas deste tipo, chamadas Ulanos, tiveram ao serviço do Grande Armée (exército napoleónico).
A maioria dos exércitos europeus manteve regimentos de cavalaria armados de lança até à Primeira Guerra Mundial. A partir daí, a lança tornou-se apenas uma arma cerimonial.

## Uniformes
Dado que a fonte de inspiração para a criação de unidades de lanceiros em quase todos os Exércitos europeus, foram os Ulanos polacos, o uniforme dos mesmos serviu também como modelo para essas unidades. O item de uniforme mais característico era a cobertura com um tampo quadrado, chamada czapka. A czapka, que em turco significa simplesmente chapéu, era a cobertura padrão de todas as unidades militares polacas.

## Lanceiros em Portugal
No Exército Português foram criadas unidades de Lanceiros por ambos os contendores nas Guerras Liberais. O primeiro foi o exército liberal que criou o Regimento de Lanceiros da Rainha equipado e fardado à polaca, que logo se tornou uma unidade de elite. Para contrariar o uso daquela arma pelos liberais, o exército absolutista transformou o Regimento de Cavalaria do Fundão numa unidade de lanceiros. No final da guerra as unidades de Lanceiros tornaram-se permanentes até aos dias de hoje.
O uso da lança como arma operacional foi mantido no Exército Português até à Primeira Guerra Mundial, sendo utilizada em combate nas campanhas coloniais dos finais do século XIX e princípios do XX. A partir daí passou a ser utilizada apenas como arma cerimonial, situação que ainda se mantém no Regimento de Lanceiros Nº 2.
Em 1953 o Regimento de Lanceiros Nº 2 foi designado como a unidade organizadora da então criada Polícia Militar. Desde então, os militares da actual Polícia do Exército são chamados Lanceiros.

## Lanceiros no Brasil
A cavalaria do Exército Brasileiro empregou lanceiros, porém o único corpo que recebeu esta denominação foram os Lanceiros Alemães, organizado por Otto Heise, em 1825, a partir de membros do 2º e 3º Batalhões de Granadeiros do Corpo de Estrangeiros.
Durante a Revolução Farroupilha foi organizado pelos republicanos um corpo de Lanceiros Negros. Quase todos foram massacrados ao final da revolução, na Surpresa dos Porongos.